# Delegació del Govern d'Espanya a les Illes Balears
La delegació del Govern d'Espanya a les Illes Balears és l'òrgan de la secretaria d'Estat d'Administracions Públiques, pertanyent al Ministeri d'Hisenda i Administracions Públiques d'Espanya, que representa el Govern d'Espanya a la comunitat autònoma de les Illes Balears i Pitiüses. Té la seu a Palma.

## Delegats
El delegat del Govern d'Espanya a les Illes Balears és el màxim representant de l'administració del Regne d'Espanya a les Illes Balears i Pitiüses i és designat pel Govern d'Espanya. Aquesta figura fou creada el 1983 i, en ser les Illes Balears una comunitat autònoma uniprovincial, aquesta figura substituí el càrrec de Governador civil de les Illes Balears. Una de les principals responsabilitats és el control de la Guardia Civil i de la Policia Nacional.
Els delegats del govern des del restabliment de la democràcia han estat:
| Nom                          | Inici                  | Fi                     | Partit |
| ---------------------------- | ---------------------- | ---------------------- | ------ |
| Carlos Martín Plasencia      | 24 de juliol de 1984   | 20 de gener de 1989    | PSOE   |
| Gerard Garcia Franco         | 31 de gener 1989       | 17 de maig de 1996     | PSOE   |
| Catalina Cirer Adrover       | 17 de maig de 1996     | 31 de gener de 2003    | PP     |
| Miquel Ramis                 | 31 de gener de 2003    | 30 d'abril de 2004     | PP     |
| Ramon Socias                 | 30 d'abril de 2004     | 30 de desembre de 2011 | PSOE   |
| José María Rodríguez Barberá | 30 desembre de 2011    | 20 de juliol de 2012   | PP     |
| Teresa Palmer Tous           | 20 de juliol de 2012   | 20 de maig de 2016     | PP     |
| Maria Salom Coll             | 18 de novembre de 2016 | 18 de juny de 2018     | PP     |
| Rosario Sánchez Grau         | 18 de juny de 2018     | 2 de juliol de 2019    | PSOE   |
| Aina Calvo Sastre            | 11 de febrer de 2020   | en el càrrec           | PSOE   |